# Constante de Stefan-Boltzmann
Cet article court présente un sujet plus développé dans : Loi de Stefan-Boltzmann.

La ligne bleue dans ce graphique (log-log) montre la longueur d'onde du maximum d'émission (échelle de droite) et la puissance rayonné (échelle du haut) en fonction de la température d'un corps noir. Les flèches rouges indiquent les valeurs pour le Soleil, à savoir une température de 5780 K, une longueur d'onde du maximum de 501 nm (dans le visible) et une puissance rayonnée de 63.3 MW/m².

La constante de Stefan-Boltzmann (du nom des physiciens Jožef Stefan et Ludwig Boltzmann), notée {\displaystyle \sigma }, est une constante de la physique qui s'exprime à partir de trois constantes exactes :
{\textstyle \sigma ={\frac {2\pi ^{5}k^{4}}{15h^{3}c^{2}}}\approx 5{,}670\,374\,419\times 10^{-8}\;{\rm {W\cdot m^{-2}\cdot K^{-4}}}}
où
- {\textstyle h=6{,}626\,070\,15\times 10^{-34}\;{\rm {J\cdot s}}}  est la  constante de Planck
- {\textstyle c=299\,792\,458\;{\rm {m\cdot s^{-1}}}} est la vitesse de la lumière
- {\textstyle k=1{,}380\,649\times 10^{-23}\;{\rm {J\cdot K^{-1}}}} est la constante de Boltzmann

Elle intervient dans la loi de Stefan-Boltzmann pour exprimer la relation entre la température et la puissance rayonnée par un corps noir.